# Trappola esplosiva (novella)
Trappola esplosiva (titolo originale Booby Trap), pubblicato in Italia anche con il titolo La trappola infernale, è la quinta novella gialla di Rex Stout con Nero Wolfe protagonista.

## Storia editoriale
Il racconto fu pubblicato per la prima volta sul numero di agosto 1944 della rivista The American Magazine e in formato libro nella raccolta Not Quite Dead Enough nel 1944.

## Trama
Nero Wolfe indaga su un caso di spionaggio industriale per conto dell'esercito. Un capitano che si occupava della faccenda è morto, e una lettera anonima recapitata ad un deputato della commissione di controllo afferma che è stato assassinato. Il capo dell'unità di controspionaggio con la quale Wolfe e Archie collaborano, il colonnello Ryder, si rifiuta di discutere il caso se non con il suo superiore a Washington, ma, prima che possa farlo, qualcuno lo uccide nel suo ufficio con una bomba a mano.

### Personaggi principali
- Nero Wolfe: investigatore privato
- Archie Goodwin: assistente di Nero Wolfe e narratore di tutte le storie
- Fritz Brenner: cuoco e maggiordomo
- Theodore Horstmann: giardiniere di Nero Wolfe
- Generale Carpenter
- Generale Fife
- Colonnello Ryder
- Colonnello Tinkham
- Tenente Lawson
- Dorothy Brube: sergente del servizio segreto militare americano
- John Bell Shattuck: deputato
- Cramer: ispettore della Squadra Omicidi

## Critica
"Questo è un lavoro piuttosto lungo, dal ritmo lento e indizi leali, con qualche buono sviamento ma poco umorismo. I personaggi militari sono stereotipati, tranne una WAC ben tratteggiata."
"L'enigma centrale di Booby Trap è completamente ordinario. È uno di quei racconti nei quali Wolfe scopre l'assassino non attraverso una logica deduzione dagli indizi, ma piazzando una trappola. Questo tipo di soluzione viola il fair play; logicamente, l'assassino avrebbe potuto essere uno qualsiasi dei sei sospetti nel racconto, e non c'è nulla che ne suggerisca uno piuttosto che un altro. Comunque, le sottotrame secondarie sono tutte piuttosto intelligenti. Il mistero di una sottotrama è semplicemente su come il delitto è stato commesso. Booby Trap è uno degli how-done-its di Stout: un giallo dove il detective e il lettore devono capire come il delitto sia stato fisicamente commesso. Un'altra sottotrama riguarda il come la valigetta sia scomparsa, e chi l'abbia presa. [...] Stout era un ardente patriota, che passò gli anni della guerra impegnandosi nel servizio pubblico per lo sforzo bellico. Eppure è piuttosto scettico sull'ambiente militare. Lo descrive come un'istituzione piena di politica e corruzione."

## Edizioni
- Rex Stout, Non abbastanza morta, traduzione di Laura Grimaldi, collana I Classici del Giallo Mondadori (n. 776), Arnoldo Mondadori Editore, 1996,  p. 206, ISSN 0009-8426.